# BED-1 – Ель-Хамра
BED-1 — Ель-Хамра — нафтопровід на північному заході Єгипту, через який із пустелі вивозиться продукція ряду родовищ басейну Абу-Ель-Гарадік.
У першій половині 1980-х років почалась розробка значного нафтового родовища BED-1. Для транспортування його продукції проклали нафтопровід довжиною 128 км та діаметром 300 мм, який досягає розташованого на узбережжі Середземного моря експортного терміналу Ель-Хамра.
Пропускна здатність трубопроводу становить 60 тисяч барелів на добу, що дозволяє обслуговувати, окрім BED-1, цілий ряд інших родовищ басейну. При цьому важливе значення для логістичної схеми має газонафтове родовище BED-3, що лежить дещо більш ніж за пів сотні кілометрів на захід. Розташований тут виробничий комплекс має потужність з підготовки 30 тисяч барелів рідких вуглеводнів на добу та приймає продукцію родовищ Карам, Ал-Ассіл, Сітра, BED-2, а також з блоку Дабаа-Південь.